# Незгоде и инциденти Аерофлота 1960-их
Следи списак незгода и инцидената које је Аерофлот доживео 1960-их година. Најсмртоноснији догађај који се десио током деценије био је у новембру 1967. године, када се Иљушин Ил-18 срушио убрзо након полетања са аеродрома Колтсово у Свердловску, који се тада налазио у Руској СФСР, усмртивши свих 107 особа у авиону. У погледу смртних случајева несрећа је рангирана као пета најгора која је укључивала Ил-18, од априла 2016 године. Други авион тог типа био је укључен у другу најсмртоноснију несрећу коју је авиокомпанија доживела у деценији, овај пут у септембру 1964. године, када је 87 људи погинуло када је авион ударио на обронке планине на прилазу Јужно-Сахалинском. Деценију је обележила и једина смртоносна несрећа коју је доживео модел авиона Тупољев Ту-114, који је у априлу 1961. летео у комерцијалне сврхе на релацији Москва–Хабаровск.
Број забележених смртних случајева у незгодама Аерофлота током деценије је порастао на 1771, такође, 174 авиона је отписано у незгодама или инцидентима, од којих су 6 Антонов Ан-10, 13 Антонов Ан-12, 54 Антонов Ан-2, 2 Антонов Ан-6, 8 Антонов Ан-24, 2 АВИА 14, 1 Иљушин Ил-12, 22 Иљушин Ил-14, 31 Иљушин Ил-18, 11 Лисунов Ли-2, 14 Тупољев Ту-104, два Тупољев Ту-114, и 5 Тупољев Ту-124. Већина смртоносних незгода десила се у границама Совјетског Савеза. Невољност совјетске владе за јавно признавање појава таквих догађаја може довести до тога да су ове бројке биле и веће, јер су фатални догађаји били признати само када је било странаца у срушеном авиону, када се незгода догодила у иностранству или су дошли до информација из неких разлога.

## Листа
| Датум               | Локација                         | Авион     | Регистрација авиона | Дивизија авиона                  | Штета на авиону | Фаталност | Опис | Реф.                               |
| ------------------- | -------------------------------- | --------- | ------------------- | -------------------------------- | --------------- | --------- | --- | ---------------------------------- |
| 15. јануар 1960.    | Свердловска област               | Ли-2      | CCCP-19405          | Урал                             | Отпис           | 1/4       | Непознато | [ 5 ]                              |
| 19. фебруар 1960.   | Березово                         | Ан-2V     | CCCP-98332          | Урал                             | Отпис           | 0         | Авион је на аеродрому Березово допуњен са превише горива. Полетео је преоптерећен са затвореним вентилом за гориво, што је довело до губитка снаге мотора, брзине ваздуха и висине авиона. Збуњени пилоти схватили су то, али прекасно, и погрешно су приписали губитак снаге због квара мотора. Извршено је присилно слетање. | [ 6 ] [ 7 ]                        |
| 26. фебруар 1960.   | Лавов                            | Ан-10А    | CCCP-11180          | Украјинска ССР                   | Отпис           | 32/33     | Срушио се на прилазу аеродрому Скнилив, 1400 метара испред писте, због залеђивања. Превозио је путнике на релацији Кијев–Лавов. | [ 8 ]                              |
| 27. април 1960.     | Свердловску                      | Ил-18A    | CCCP-75648          | Урал                             | Отпис           | 1/5       | Срушио се на прилазу аеродрому Колтсово током пробног лета. | [ 9 ]                              |
| 5. мај 1960.        | Енкен                            | Ли-2      | CCCP-84609          | Далеки исток                     | Отпис           | 5/5       | Непознато | [ 10 ]                             |
| 10. јун 1960.       | у близини Ткварчала              | Ил-14П    | CCCP-91571          | Северни Кавказ                   | Отпис           | 31/31     | Док је био на путу за Тбилиси, авион се срушио на планину на 1.200 метара надморске висине, након што је посада одступила северно од руте лета за 17 km (11 mi). Авион је превозио путнике на релацији Ростов-Сочи-Кутаиси-Тбилиси. | [ 11 ]                             |
| 5. јул 1960.        | Алдан                            | Ан-2      | CCCP-98282          | Јакутија                         | Отпис           | 3/4       | Непознато | [ 12 ]                             |
| 20. јул 1960.       | У близини Сиктивкара Ољокминск   | Ли-2      | CCCP-84603          | Јакутија                         | Отписан         | 4         | Срушио се. | [ 13 ]                             |
| 31. децембар 1961.  | Минералније Води                 | Ил-18В    | CCCP-75757          | Јерменска ССР                    | Отписан         | 32/119    | Авион је превозио путнике на линији Тбилиси-Минералније Води. Био је то један од два Ил-18 који су изнајмљени да превезу путнике у Тбилисију који су чекали неколико дана због лошег времена. Процес укрцавања је био неорганизован, а карте нису проверене. Авион је такође био преоптерећен. Када су били на 250 метара од прилаза, посада је известила да нису видели писту или светла за прилаз. Пилот је прекинуо прилаз и направио обилазак. Авион је скренуо удесно и срушио се у брдовитом терену. | [ 14 ]                             |
| 27. јануар 1962.    | Уљановск                         | Ан-10     | CCCP-11148          | Уљановска школа летења           | Отписан         | 13/14     | Убрзо након полетања са аеродрома Баратајевка на пробном лету, десни мотор је престао са радом током почетног пењања, због чега је летелица изгубила брзину, на крају се срушивши 1 километар од аеродрома. | [ 15 ]                             |
| 4. април 1962.      | Непознато                        | Ил-14П    | CCCP-41852          | Западни Сибир                    | Отписан         | 0         | Тешко оштећен након што лево закрилце није успело да се исправи при слетању током пробног лета. | [ 16 ]                             |
| 15. април 1962.     | Планина Карпун                   | Ан-2СКх   | CCCP-23700          | Магадан                          | Отписан         | 0/2       | Авион је летео изнад реке Паљавам према Певеку. Посада није пратила реку Паљавам, већ је скренула улево за 12 километара. Због лоше видљивости услед снега, авион је ударио у обронке планине. | [ 17 ]                             |
| 11. мај 1962.       | Магадан                          | Ан-2Р     | CCCP-49262          | Магадан                          | Отписан         | 2/2       | Срушио се приликом прскања усева. | [ 18 ] [ 19 ]                      |
| 4. јун 1962.        | Софија                           | Ту-104Б   | CCCP-42491          | Москва                           | Отписан         | 5/5       | Доживео је квар левог мотора убрзо након полетања са аеродрома Враждебна, што је натерало посаду авиона да покуша да слети на аеродром поласка. При томе је авион летео прениско кроз облаке и срушио се на планински терен, 30 километара североисточно од аеродрома. Авион је превозио терет на линији Софија-Москва. | [ 20 ]                             |
| 30. јун 1962.       | Вознесенка                       | Tу-104A   | CCCP-42370          | Далеки исток                     | Отписан         | 84/84     | Случајно га је срушио тренажни пројектил док је превозио путнике на линији Иркутск-Омск. | [ 21 ] [ 22 ]                      |
| 6. јул 1962.        | У близини Ташкента               | Ил-14M    | CCCP-91554          | Узбечка ССР                      | Отписан         | 11/38     | Авион је превозио путнике на линији Бухара–Ташкент, због квара мотора почео је да губи висину, због чега се летелица срушила 34 километра од аеродрома у Ташкенту. | [ 23 ]                             |
| 28. јул 1962.       | Сочи                             | Ан-10A    | CCCP-11186          | Украјинска ССР                   | Отписан         | 81/81     | Срушио се на планини на висини од 610 метара док је летео према аеродрому Сочи у облацима, а превозио је путнике из Симферопоља. | [ 24 ]                             |
| 7. август 1962.     | Москва                           | Ту-114Д   | CCCP-76479          | МУТА                             | Отписан         | 0/0       | Авион је оштећен током припреме за лет на аеродрому Внуково. | [ 25 ] [ 26 ]                      |
| 3. септембар 1962.  | У близини Хабровска              | Ту-104A   | CCCP-42366          | Далеки исток                     | Отписан         | 86/86     | Авион је изгубио контролу након јаких турбуленција на надморској висини од 4500 метара. Срушио се у мочвари, око 90 километара удаљености од Хабаровска. Превозио је путнике на линији Хабровск–Петропавловск Камчатски. | [ 27 ]                             |
| 18. септембар 1962. | У близини Черскија               | Ил-14M    | CCCP-61628          | Магадан                          | Отписан         | 32/32     | Док су били на путу за Берелах, време се погоршало, а авион је преноћио у Берелаху. Следећег дана авион је наставио ка Зирјанки, али је тамо морао да остане два дана због лошег времена у Черскију. Следећег дана авион је полетео за Билибино. Процедура за прилаз захтевала је кружни успон на одговарајућој висину, али посада није успела следити процедуру и уместо тога се упутила изнад планинског терена, док је прелетела прениско. Авион је ушао у облаке на 800 м и сударио се са падином планине на 975 м. Превозио је путнике на линији Магадан-Берелах-Зирјанка-Черски-Билибино. | [ 28 ]                             |
| 25. октобар 1962.   | Москва                           | Ту-104Б   | CCCP-42495          | Москва                           | Отписан         | 10/10     | На пробном лету, авион се срушио на аеродрому Шереметјево приликом полетања. Контроле кормила су очигледно отказале. | [ 29 ] [ 30 ]                      |
| 29. новембар 1962.  | Непознато                        | Ил-18В    | CCCP-75843          | Москва                           | Отписан         | Непознато | Срушио се. | [ 31 ]                             |
| 8. фебруар 1963.    | Сиктивкар                        | Ан-10A    | CCCP-11193          | Комија                           | Отписан         | 7/7       | Срушио се при полетању, услед залеђивања усиса код три мотора. | [ 32 ]                             |
| 26. фебруар 1963.   | Бухта Јемлинскаја                | Ил-18В    | CCCP-75732          | Поларни                          | Отписан         | 10/10     | Авион је превозио терет на линији Рт Шмит-Анадир-Магадан. На путу за Магадан оба мотора са леве стране су отказала на 7000 метара. Посада је извршила хитно слетање на ледену површину Шелиховог залива у близини Бухте Јемлинскаје. Авион је уништен и потонуо. Троје путника је преживело пад, али касније су преминули од смрзавања. | [ 33 ]                             |
| 5. март 1963.       | Ашхабад                          | Ил-18В    | CCCP-75765          | Туркменска ССР                   | Отписан         | 12/55     | Авион је превозио путникеиз Красноводска, ударио је у далеководе приликом слетања на аеродром Ашхабад, срушио се неких 200–300 метара од писте и запалио се. | [ 34 ]                             |
| 12. март 1963.      | Ричардсонова језера              | Ан-6      | CCCP-98341          | Поларни                          | Отписан         | 0/0       | Оштећен у олуји током учешћа у 6. совјетској експедицији на Антарктик 1962-1963. Четири дана касније авион је претрпео још већу штету у новој олуји. | [ 35 ]                             |
| 2. април 1963.      | Магадан                          | Aн-12     | CCCP-11338          | Поларни                          | Отписан         | 0         | Слетео је са снежне писте на аеродрому Магадан након што пилот није успео правилно да усмери авион за полетање. | [ 36 ]                             |
| 4. април 1963.      | Урахча                           | Ил-18В    | CCCP-75866          | Краснојарск                      | Отписан         | 67/67     | Дошло је до грешке у механизму за контролу нагиба једног од десних мотора док је превозио путнике на линији Москва–Краснојарск. Због немогућности да утврде који од пропелера је у квару, пилоти су одлучили да искључе оба, због чега је летелица почела да пропада великом брзином, и срушила се на 3,5 километара југозападно од Урахче. | [ 37 ]                             |
| 18. мај 1963.       | Лењинград                        | Ту-104Б   | CCCP-42483          | Северни                          | Отписан         | 0         | Изгубио је брзину на прилазу аеродрому Смолноје и срушио се 1,5 километр од аеродрома. | [ 38 ]                             |
| 13. јул 1963.       | Иркутск                          | Ту-104Б   | CCCP-42492          | Источни Сибир                    | Отписан         | 33/35     | Срушио се 3 километра од писте на аеродрому Иркутск због прераног почетка слетања. Авион је превозио путнике на линији Пекинг-Иркутск-Москва. Посада није била свесна временских услова, а додатно је закомпликовала ствар вода која је ушла у електрични систем кабине, што је довело до приказивања лажне брзине ваздуха и очитавања висине. | [ 39 ] [ 40 ]                      |
| 24. јул 1963.       | Аеродром Караганда               | Ан-2Т     | CCCP-43833          | Казашка ССР                      | Отписан         | 1/1       | Бивши пилот, у пијаном стању, ушао је у авион који је чекао на прегачи за посаду и путнике, узлетео је и изводио неовлашћене акробације на малој надморској висини. Три минута након полетања лево крило је закачило прегачу и авион је прешао преко прегаче, уништивши Лењинов споменик поред зграде терминала, срушио се наопако и изгорео. | [ 41 ]                             |
| 21. август 1963.    | Лењинград                        | Ту-124    | CCCP-45021          | Москва                           | Отписан         | 0/52      | Слетео је у Неву након што су оба мотора отказала. Превозио је путнике на линији Талин-Москва. | [ 42 ]                             |
| 24. август 1963.    | Кутаиси                          | АВИА 14M  | CCCP-61617          | Грузијска ССР                    | Отписан         | 32/32     | Три до четири минута након полетања посада је известила да су летели ВФР брзином од 600 м. Неколико минута касније посада је известила да су кренули ка Сухумију на 1.500 метара у јакој киши између слојева облака, иако је тло још увек било видљиво. Летелица је почела да одступа од руте лета и наишла је на олују. Уместо да се врати на аеродром, пилот је одлучио да лети око олује, али је авион наишао на обилну кишу на 900 метара, након чега се срушио на падини 32 километара северозападно од аеродрома Кутаиси, 13 километара изван планираног курса. Авион је превозио путнике на линији Тбилиси–Кутаиси–Сухуми–Краснодар. | [ 43 ]                             |
| 31. август 1963.    | Капан                            | Ан-2T     | CCCP-01154          | Јерменска ССР                    | Отписан         | 1/16      | Авион је превозио путнике на линији Кaпaн–Горис. Одступио је од руте лета за 5,5 км. Ушао је у клисуру близу Капана и била је приморана да направи заокрет за пењање како би изашао, али авион је изгубио ваздушну брзину и ударио у крошње на 1.250 метара, након чега се срушио на падини планине и изгорео. | [ 44 ]                             |
| 20. октобар 1963.   | Острво Грејема Бела              | Ил-14M    | CCCP-04197          | Поларни                          | Отписан         | 7/7       | Улетео је у падину глечера током извиђачког лета, посада је изгубила просторну оријентацију у поларној ноћи. | [ 45 ]                             |
| 10. новембар 1963.  | Аеродром Кујбишев                | Ил-18Б    | CCCP-75686          | Узбечка ССР                      | Отписан         | Непознато | Непознато | [ 46 ] [ 47 ]                      |
| 7. децембар 1963.   | Киренск                          | Ан-12Б    | CCCP-11347          | Источни Сибир                    | Отписан         | 6/6       | Посада је изгубила контролу и срушили се због проблема са горивом. Авион је превозио терет на линији Киренск-Иркутск. | [ 48 ]                             |
| 3. јануар 1964.     | Батагај                          | Ан-2T     | CCCP-23740          | Јакутија                         | Отписан         | 2/2       | Срушио се на писти током ноћног пробног лета. | [ 49 ]                             |
| 25. јануар 1964.    | Кенкијак                         | Ан-2T     | CCCP-13651          | Казашка ССР                      | Отписан         | 3/9       | Ударио је у брдо по лошем времену услед превременог спуштања. Авион је превозио путнике на линии Баиганин–Кенкијак–Актјубинск. | [ 50 ]                             |
| 9. фебруар 1964.    | Аеродром Џигда                   | Aн-2T     | CCCP-55541          | Далеки исток                     | Отписан         | 3/3       | Пилот је био дезоријентисан током полетања, дозвољавајући авиону да изгуби висину. Авион се срушио у шуму у близини реке Маје. Авион је био на позиционом лету из Џигде за Нелкан. | [ 51 ]                             |
| 13. мај 1964.       | Светилноје                       | Aн-2Р     | CCCP-09259          | Украјинска ССР                   | Отписан         | 1/3       | Након завршетка лета за прскање усева, авион је био превисоко за слетање. Авион је слетео 9 метара од писте приликом чега се запалио. | [ 52 ]                             |
| 8. јун 1964.        | Черемшан                         | Ан-2СКх   | CCCP-25467          | Приволжск                        | Отписан         | 2/5       | Док су били на позиционом лету од Черемшана до Казања након прскања усева, посада, која је била пијана, изводила је акробације на малој надморској висини. Авион се срушио 160 метара испред аеродрома. | [ 53 ]                             |
| 9. јун 1964.        | Новосибирск                      | Ту-104Б   | CCCP-42476          | Западни Сибир                    | Отписан         | Непознато | Авион промашио писту за слетање на аеродрому Толмачевоуслед неповољних временских услова. | [ 54 ]                             |
| 2. јул 1964.        | Краснодар                        | Ил-18Б    | CCCP-75661          | Москва                           | Отписан         | Непознато | Непознато | [ 55 ]                             |
| 3. јул 1964.        | Уртазим                          | Aн-2Р     | CCCP-09242          | Приволжск                        | Отписан         | 1/2       | Авион пао током прскања усева услед непажње пилота који су се ометали док су на радију слушали временску прогнозу и записивали је. Летелица је постепено губила висину све док није ударила у брдо. | [ 56 ]                             |
| 3. август 1964.     | Аеродром Магадан                 | Ил-18В    | CCCP-75824          | Далеки исток                     | Отписан         | Непознато | Док су се приближавали Магадану из Хабаровска, летелица је прерано почела да се спушта. Пилот-инструктор преузео је контролу над нивоом након што је схватио да се брзина спуштања повећава, али летелица је била прениско и ударила је у бетонски насип на почетку писте. Авион је био озлоглашен због преурањених спуштања, као и што је захтевао више снаге мотора при прилазу. | [ 57 ] [ 58 ]                      |
| 2. септембар 1964.  | Јужно-Сахалинск                  | Ил-18В    | CCCP-75531          | Краснојарск                      | Отписан         | 87/93     | Срушио се на падини на 610 метара надморске висине, док се приближавао аеродрому Јужно-Сахалинск, због превременог спуштања. Превозио је путнике из Хабаровска. | [ 59 ]                             |
| 13. октобар 1964.   | Рт Хоргој                        | Ли-2      | CCCP-04370          | Поларни                          | Отписан         | 0/5       | Ударио је брдо у близини реке Анабар, у региону Тикси, услед слабе видљивости. Авион је ударио у брдо након што је летео на 650 метара, одбио се од њега и срушио се након 60 метара, сломивши мотор. | [ 60 ]                             |
| 24. октобар 1964.   | Николајевск на Амуру             | Aн-2T     | CCCP-01231          | Далеки исток                     | Отписан         | 2/2       | Убрзо након полетања посада је наишла на лоше време, што није било прогнозирано. Посада је одлучила да се врати, али је постала дезоријентисана и авион је ударио у падину на 190 метара. Авион је превозио пошту на линији Николајевск на Амуру –Оха. | [ 61 ]                             |
| 9. новембар 1964.   | Гаваноса                         | Aн-2СКх   | CCCP-43915          | Молдавска ССР                    | Отписан         | 4/4       | Током лета за позиционирање након прскања усева у колхоз "Гигант" (колективна фарма), пијана посада је изводила акробације. Летелица је изгубила ваздушну брзину и срушила се. | [ 62 ]                             |
| 18. новембар 1964.  | Аеродром Мурманск                | Aн-2В     | CCCP-09275          | Северни                          | Отписан         | 1/2       | На путу до Умбе авион је скренуо 3 км десно од руте лета, услед лоше видљивости. Авион је ударио у снежно покривено брдо удаљено око 20 км од Мурманска. | [ 63 ]                             |
| 28. новембар 1964.  | Сурами                           | Ил-14П    | CCCP-41883          | Грузијска ССР                    | Отписан         | 7/15      | Авион је превозио путнике на линији Тбилиси-Кутаиси-Краснодар. Авион се срушио на 980 метара надморске висине, у планину у близини Сурамија, након што је стварна брзина ваздуха погрешно пријављена посади авиона и започето је спуштање преко планинског терена, усред облака. | [ 64 ]                             |
| 2. јануар 1965.     | Аеродром Дарваза                 | Ли-2      | CCCP-63842          | Туркменска ССР                   | Отпис           | 24/24     | Авион је превозио путнике на линији Taшaуз–Дарваза–Ашгабат. Након полетања из Дарвазе оба мотора су престала са радом услед недостатка горива, након што пилот није допунио резервоар. Авион је изгубио висину и срушио се у пустињи 4 км од аеродрома. Ова авионска несрећа је по броју жртава најсмртоноснија у историји Туркменистана. | [ 65 ] [ 66 ]                      |
| 4. јануар 1965.     | Aлмa-Aтa                         | Ил-18Б    | CCCP-75685          | Казашка ССР                      | Отпис           | 64/103    | Док су се приближавали Алма-Ати, посада није била свесна да је време лоше. Авион је скренуо удесно након што је прошао средњи маркер локатора. Контрола ваздушног саобраћаја наложила је пилоту да изврши обилазак, али пилот је наставио прилаз. Авион се срушио на 75 метара од писте, упао у јарак и ударио у дрвеће. Авион је превозио путнике на линији Москва-Омск/Семипалатинск-Алма Ата. | [ 67 ]                             |
| 2. фебруар 1965.    | Непознато                        | Aн-2Р     | CCCP-45218          | Белоруска ССР                    | Отпис           | Непознато | Непознато | [ 68 ]                             |
| 8. март 1965.       | Кујбишев                         | Tу-124В   | CCCP-45028          | Приволжск                        | Отпис           | 30/39     | Срушио се убрзо након полетања са аеродрома Кујбишев након што су пилоти изгубили контролу над авионом током узлетања, што је вероватно настало због проблема са показатељима висине. Авион је превозио путнике на линији Кујбишев–Ростов–Сочи. | [ 69 ]                             |
| 8. март 1965.       | Фрунзе                           | Ил-18Б    | CCCP-75690          | Киргиска ССР                     | Поправљен       | 0         | Оштећен при слетању на точковима на аеродрому Фрунзе. | [ 70 ]                             |
| 20. март 1965.      | Ханти-Мансијск                   | Aн-24     | CCCP-46764          | Урал                             | Отпис           | 43/47     | Приликом слетања на писту на аеродрому Ханти-Мансијск, ударио у снежни смет и запалио се. Летео је из Тјумења. | [ 71 ]                             |
| 21. јул 1965.       | Горњи                            | Aн-2Т     | CCCP-01201          | Далеки исток                     | Отпис           | 1/12      | Авион јетоком лета наишао на лоше време. Посада је одступила 17 км десно од руте лета, улазећи у облаке. Авион је додирнуо врхове дрвећа на падини планине на око 600 м висине и срушио се. | [ 72 ]                             |
| 25. август 1965.    | Шилале                           | Aн-2Р     | CCCP-05856          | Литванска ССР                    | Отпис           | 1/1       | Копилот, пијан, полетео је у сумрак. Авион је у близини аеродрома закачио врх дрвета, срушио се и изгорео. | [ 73 ]                             |
| 5. септембар 1965.  | Лоухи                            | Aн-2В     | CCCP-98320          | Северни                          | Отпис           | 1/2       | Током извиђачког лета изнад језера у округу Лоухи, пилот, пијан, започео је стрми силазак преко језера Керет. Копилот је покушао исправити авион, али су се срушили у језеру и потонули у дубину од 4 метара воде. Копилота је спасио чамац, пилот није преживео. | [ 74 ]                             |
| 11. септембар 1965. | Улан Уде                         | Aн-12     | CCCP-11337          | Поларни                          | Отпис           | 8/8       | Авион је превозио терет на линији Ташкент-Фергана-Новосибирск-Краснојарск-Иркутск-Јужно Сахалинск. Посада је летела у Улан Уде након затварања аеродрома у Иркутску због лошег времена. Посада није правилно поставила висиномер, што је узроковало лажна очитавања. Летелица се срушила на шумовиту планинску страну на 1200 метара надморске висине. | [ 75 ]                             |
| 11. новембар 1965.  | Мурманск                         | Tу-124В   | CCCP-45086          | Северни                          | Отпис           | 32/64     | Авион је превозио путнике на линији Москва-Мурманск када се срушио 2,6 километара од аеродрома у Мурманску услед грешке пилота. Авион се срушио у залеђено језеро. | [ 76 ]                             |
| 16. новембар 1965.  | Уст-Маја                         | Aн-2СКх   | CCCP-01189          | Јакутија                         | Отпис           | Непознато | Главна шасија се покидала након слетања у снег. | [ 77 ]                             |
| 23. децембар 1965.  | Магадан                          | Ил-18Б    | CCCP-75688          | Москва                           | Отпис           | 0         | Авион је претрпео непоправљиве штете након лета на висини од 8000 метара. | [ 78 ]                             |
| 31. децембар 1965.  | Непознато                        | Непознато | Непознато           | Непознато                        | Непознато       | 1         | Отмица авиона. | [ 79 ]                             |
| 1. јануар 1966.     | Петропавловск Камчатски          | Ил-14П    | CCCP-61618          | Магадан                          | Отпис           | 23/23     | Док је летео на висини од 3.300 метара, десни мотор је отказао. Посада је размишљала о скретању ка Соболеву, али писта је била прекривена снегом и одлучили су да наставе. Авион је почео постепено да губи висину и био је на 2.900 метара након што је прошао Соболево. Копилот је предложио слетање у Уст-Бољшерецку, али је пилот поново одлучио да настави. Авион је летео у лошим временским условима. Летелица је изгубила висину све док није ударила у планину на 2.049 метара висине. Авион је превозио путнике на линији Магадан-Magadan- Петропавловск Камчатски. | [ 80 ]                             |
| 14. јануар 1966.    | Шамурат                          | Aн-2T     | CCCP-02185          | Узбечка ССР                      | Отпис           | 11/11     | На путу за Самарканд авион је наишао на лоше временске услове са ниским облацима и обилном кишом. Капетан је одлучио да настави лет и скренуо је источно од руте лета због бољег времена. Док је летео изнад планинског ланца Каратау, авион је изгубио брзину услед јаких ветрова и ударио у планину на висини од 930 метара. Авион је превозио путнике на линији Нурата–Самарканд. | [ 81 ]                             |
| 16. фебруар 1966.   | Печора                           | Ил-14M    | CCCP-52058          | Комија                           | Отпис           | 35/35     | Авион је превозио путнике на линији Воркута–Сиктивкар када се запалио један од мотора. Посада је покушала авион преусмерити на Печору након што се ватра није могла угасити, али се запаљени мотор одвојио од крила, што је проузроковало пад авиона неколико тренутака касније у шуми, 70 километара северно од града. | [ 82 ] [ 83 ]                      |
| 17. фебруар 1966.   | Москва                           | Tу-114    | CCCP-76491          | Међународни                      | Отпис           | 21/48     | Приликом полетања авион је ударио у снежни нанос на аеродрому Шереметјево. Пилот је авион усмерио удесно и десном страном је ударио о тло при чему се запалио. Ово је била једина несрећа са смртним исходом у којој је учествовао авион Ту-114. Авион је превозио путнике на линији Москва–Конакри–Акра–Бразавил. | [ 84 ] [ 85 ] [ 86 ] [ 87 ] [ 88 ] |
| 26. фебруар 1966.   | Мис Наличева                     | Aн-2T     | CCCP-79910          | Далеки исток                     | Отпис           | 3/3       | Авион је наишао на лоше време, са лошом видљивошћу и обилним снегом. Посада је одступила лево од руте лета за 17 км, авион се затим срушио на висини од 589 метара на снежно покривеном врху брда у близини Мис Наличеве. | [ 89 ]                             |
| 2. март 1966.       | Голубичноје                      | Aн-2T     | CCCP-79860          | Далеки исток                     | Отпис           | 2/2       | Срушио се током тренинга. Узрок несреће није утврђен. | [ 90 ]                             |
| 23. април 1966.     | У близини Бакуа                  | Ил-14П    | CCCP-61772          | Азербејџанска ССР                | Отпис           | 33/33     | Дванаест минута након полетања, пилоти су пријавили да имају проблема са мотором и сматрају да су узрок мокре свећице. Посада се окренула да се врати у Баку, али је током приласка нестала снага у левом мотору. Касније су пилоти известили да температура у оба мотора пада. Три минута касније посада је јавила да лете на висини од 200 метара. Из непознатог разлога, они су прелетели Баку и били су над Каспијским морем јужно од Апшеронског полуострва. Посада је тада послала СОС сигнал и пријавила да спушта авион у море. Неколико месеци касније, рониоци морнарице који су трагали за потонулим предметом случајно су пронашли олупину 18–20 км јужно од острва Наргин у дубини воде од 23 метара, узрок проблема са мотором никада није утврђен. Авион је превозио путнике на линији Баку–Махачкала. | [ 91 ] [ 92 ]                      |
| 23. април 1966.     | Лабинск                          | Aн-2Р     | CCCP-02807          | Северни Кавказ                   | Отпис           | 3/3       | Током лета за прскање усева, авион је изгубио висину током скретања на малој висини. Летелица се срушила на насипу од 50 до 60 степени. | [ 93 ]                             |
| 13. јун 1966.       | Минск                            | Tу-124    | CCCP-45017          | Белоруска ССР                    | Отпис           | 0         | Лоше приземљење услед мокре писте на аеродрому Минск-1. | [ 94 ]                             |
| 24. јун 1966.       | Артени                           | Aн-2СКх   | CCCP-01127          | Јерменска ССР                    | Отпис           | 1/3       | Приликом лета за прскања усева авион је ударио у високонапонски далековод и срушио се. | [ 95 ]                             |
| 27. јул 1966.       | Запорошка област                 | Tу-124В   | CCCP-45038          | Приволжск                        | Поправљен       | 1/90      | Током лета на линији Харков – Симферопол, авион је неочекивано ушао у олујне облаке на 7.200 метара висине, након чега се преврнуо на 60-70° и ушао у брзи зарон на 10 секунди. Посада је успела да се испорави на 2.800 метара висине, а летелица је сигурно слетела у Симферопол. Један путник је умро, а неколико чланова посаде и други путници задобили су разне повреде током инцидента. | [ 96 ]                             |
| 27. август 1966.    | Архангељск                       | Ил-18В    | CCCP-75552          | Летонска ССР                     | Отпис           | 0/121     | Авион усред грешке пилота није успео да полети. Требало је да превезе путнике на линији Архангељск-Лењинград. | [ 97 ]                             |
| 7. септембар 1966.  | Семипалатинск                    | Aн-2T     | CCCP-79816          | Таџичка ССР                      | Отпис           | 6/6       | Авион је био на лету Душанбе-Мургаб у знак подршке геолошкој експедицији. Док је летео долином реке Мургаб летелица се запалила. Пилот је покушао да на силу слети у подручје где се спајају реке Мургаб и Западни Пшарт, али док је обављао скретање улево, авион је ударио у падине клисуре и срушио се. | [ 98 ]                             |
| 9. септембар 1966.  | У близини рта Цихисдзири         | Aн-2TП    | CCCP-96224          | Грузијска ССР                    | Отпис           | 1/12      | Срушио се у Црном мору након квара мотора. Десет минута након полетања, на висини од 250 метара, мотор се покварио због магнетних проблема. Посада је спуштала авион у близини рибарских бродића, авион је извађен пет дана касније са дубине од 34–36 метара. Авион је превозио путнике на линији Батуми-Поти-Сухуми. | [ 99 ] [ 100 ]                     |
| 22. новембар 1966.  | Алма-Aтa                         | Ил-18Б    | CCCP-75665          | Казашка ССР                      | Отпис           | 3/68      | Авион је превозио путнике на линији Алма Ата-Семипалатинск-Москва. Током полетања на аеродрому Алма-Ата трећи мотор је угашен због квара који је вероватно узрокован усисавањем воде и мокрог снега. Полетање је настављено, али авион је скренуо десно са писте. Летелица се накратко нашла у ваздуху док реп није закачио насип висине 70 cm. Летелица се потом срушила на падини поред аеродрома. | [ 101 ]                            |
| 18. децембар 1966.  | Зафарабад                        | Aн-2Р     | CCCP-46601          | Таџичка ССР                      | Отпис           | 2/2       | Пилот, који је био пијан, повео је механичара током вожње, током које је изводио акробације на малој надморској висини. Авион је изгубио брзину, срушио се и запалио. | [ 102 ]                            |
| 14. јануар 1967.    | Новосибирск                      | Aн-12Б    | CCCP-04343          | Поларни                          | Отпис           | 6/6       | Срушио се и експлодирао током хитног слетања након пожара у товарном простору који је избио убрзо након полетања са аеродрома Толмачево. Авион је превозио терет на линији Москва-Новосибирск-Краснојарск-Хабаровск. | [ 103 ] [ 104 ]                    |
| 6. март 1967.       | Салехард                         | Aн-12Б    | CCCP-11007          | Поларни                          | Отпис           | 5/6       | Посада није правилно подесила закрилца пре полетања са аеродрома Салехард, авион је изгубио брзину након ротације срушивши се на обали реке Об, 1,8 километара од аеродрома. Авион је превозио терет на линији Салехард –Тарко-Сале. | [ 105 ]                            |
| 12. март 1967.      | У близини Јакутска               | Ил-14П    | CCCP-61657          | Јакутија                         | Отпис           | 15/19     | Један од мотора запалио се током лета Oљокминск–Јакутск. Авион се срушио након што је ударио у дрвеће 86 километара од Јакутска када је посада покушала да приземљи авион усред снежне ноћне олује. | [ 106 ] [ 107 ]                    |
| 13. март 1967.      | Црно море                        | Aн-2П     | CCCP-04959          | Северни Кавказ                   | Отпис           | 1/1       | Авион је отет и украден у Туапсеу од стране бившег пилота совјетског ратног ваздухопловства и пилота Аерофлота који је желео да побегне у Турску. Док је летео изнад Црног мора, авион је пресрео Јак-28П а касније га оборио МиГ-17. | [ 108 ]                            |
| 6. април 1967.      | Москва                           | Ил-18В    | CCCP-75563          | 235 Одвојени ваздухопловни одред | Отпис           | 8/8       | Авион је слетео на аеродром Домодедово из Краснојарска. Затим је требало да одлети до аеродрома Внуково, али након скретања по полетању, срушио се 2 километра од писте. | [ 109 ]                            |
| 11. април 1967.     | Нижњи Крести                     | Ли-2      | CCCP-04213          | Поларни                          | Отпис           | 0         | Док је прилазио аеродрому Нижњи Крести, пилот је погрешно за маркацију узео празне буриће, који су обележавале почетак снежне стазе за паркиране хеликоптере. Пилот је извршио хитно скретање, али је то проузроковало да се авион сруши на залеђеној реци Колима на 3,5 км од аеродрома. Авион је летео на линији Егвекинот-Нижњи Крести. | [ 110 ]                            |
| 11. мај 1967.       | Алексејевка                      | Aн-2СКх   | CCCP-05604          | Казашка ССР                      | Отпис           | 12/12     | На путу за Алексејевку авион је наишао на лоше време са ниским облацима и кишом. Улазећи у облаке, авион је одступио 6 км од руте лета. Летелица је ударила у обронке планине Ајна-Сулак на висини од 970 метара. | [ 111 ]                            |
| 4. јун 1967.        | Благовјешченск                   | Aн-12TП-2 | CCCP-04366          | Поларни                          | Отпис           | 0         | Авион се срушило приликом слетања на аеродром Благовјешченск. | [ 112 ]                            |
| 11. јун 1967.       | Газимурски Завод                 | Aн-2Р     | CCCP-49345          | Источни Сибир                    | Отпис           | 2/3       | Изгубио висину приликом скретања и срушио се приликом прскања усева. | [ 113 ]                            |
| 17. јун 1967.       | Аеродром Караганди               | Ли-2      | CCCP-71220          | Казашка ССР                      | Отпис           | 9/34      | Приликом слетања у Карагандију, авион се услед техничких проблема срушио на писту и запалио. Превозио је путнике на линии Целиноград (данашњи Нур Султан)–Караганди. | [ 114 ] [ 115 ]                    |
| 29. август 1967.    | Аеродром Месчура                 | Aн-2      | CCCP-42615          | Комија                           | Отпис           | 6/13      | Током узлетања, контрола за управљање мотором је искључена због недостајућег језичка за закључавање. Авион је изгубио висину и ваздушну брзину и срушио се на дрвеће и запалио се. Превозио је путнике на линији Месчура–Књажпогост. | [ 116 ] [ 117 ]                    |
| 12. октобар 1967.   | Аеродром Алдан                   | Ли-2      | CCCP-16150          | Јакутија                         | Отпис           | 5/5       | Авион је превозио терет на линији Тахтамигда–Кизил-Сир. Након отказивања левог мотора авион је покушао да слети у Алдану. Међутим због проблема са брзином авион се срушио у близини аеродрома. | [ 118 ]                            |
| 4. новембар 1967.   | Москва                           | Ил-18     | Непознато           | Непознато                        | Отпис           | 4/4       | | [ 119 ]                            |
| 16. новембар 1967.  | Свердловск                       | Ил-18В    | CCCP-75538          | Урал                             | Отпис           | 107/107   | Један од мотора запалио се при полетању са аеродрома Колтсово, након чега се авион срушио. Превозио је путнике на линији Свердловск–Ташкент. | [ 120 ] [ 121 ] [ 122 ]            |
| 30. децембар 1967.  | Лијепаја                         | Aн-24Б    | CCCP-46215          | Летонска ССР                     | Отпис           | 44/51     | Долазећи из Риге, авион је летео превисоко због чега је промашио прилаз. Приликом покушаја посаде да понове слетање авион је изгубио висину и срушио се у снежно поље. Авион је превозио путнике на линији Рига-Лијепаја. | [ 123 ] [ 124 ]                    |
| 31. децембар 1967.  | Вороњеж                          | Aн-24Б    | CCCP-46201          | Москва СПиМВЛ                    | Отпис           | 0         | Срушио се на писти на прилазу аеродрому Вороњеж. | [ 125 ] [ 126 ]                    |
| 6. јануар 1968.     | У близини Ољокоминска            | Aн-24Б    | CCCP-47733          | Јакутија                         | Отпис           | 45/45     | Авион је превозио путнике на линији Ољокминск–Ленск. Срушио се 92 километара од Ољокоминска, а сумња се да га је оборио војни пројектил. | [ 127 ] [ 128 ]                    |
| 9. јануар 1968.     | Караганди                        | Ил-18В    | CCCP-75519          | Северни                          | Отпис           | 0         | Слетео је недалеко од писте на аеродрому Караганди. | [ 129 ]                            |
| 29. јануар 1968.    | Јакутск                          | Aн-12Б    | CCCP-11015          | Јакутија                         | Отпис           | 0         | Лоше слетање на аеродрому Јакутск. | [ 130 ]                            |
| 12. фебруар 1968.   | Nekrasovka                       | Aн-2Р     | CCCP-28946          | Казашка ССР                      | Отпис           | 0/6       | На путу до Ајагуза авион је налетео на снежну олују. Летелица се затим срушила на планини Тикасу на висини од 1.850 метара и запалила се. Пилот је наредног дана напустио место пада и 18 сати пешачио по дубоком снегу до Некрасовке. Осталих пет преживелих спасио је хеликоптер Ми-4. | [ 131 ]                            |
| 19. фебруар 1968.   | Багдад                           | Непознато | Непознато           | Непознато                        | Отпис           | 2/2       | Ударио у зграду приликом слетања. | [ 132 ]                            |
| 29. фебруар 1968.   | У близини Братска                | Ил-18Д    | CCCP-74252          | Далеки исток                     | Отпис           | 83/84     | Срушио се приликом покушаја принудног слетења услед пожара изазваног цурењем горива 160 километара од Братска. Превозио је путнике на линији Краснојарск–Петропавловск Камчатски. Један путник је преживео несрећу. | [ 133 ]                            |
| 7. март 1968.       | Волгоград                        | Tу-124    | CCCP-45019          | Северни Кавказ                   | Отпис           | 1/49      | Срушио се при полетању са аеродрома Волгоград због грешке пилота. Требало је да превезе путнике на линији Волгоград-Ростов на Дону-Одеса. | [ 134 ] [ 135 ]                    |
| 9. март 1968.       | Планина Гетантаг                 | Ил-14     | CCCP-41840          | Грузијска ССР                    | Отпис           | 5/5       | Авион је превозио терет на линији Тбилиси-Јереван када је посада одлучила да се врати за Тбилиси због лоше видљивости. Авион је ударио у планину Гентантаг на висини од 2500 метара. | [ 136 ]                            |
| 22. април 1968.     | Москва                           | Ил-18В    | CCCP-75526          | Москва                           | Отпис           | 5/5       | Ударио је у далековод током пробног лета и срушио се у близини аеродрома Домодедово. | [ 137 ]                            |
| 16. мај 1968.       | Марјинка                         | Aн-2M     | CCCP-05977          | Москва СПиМВЛ                    | Отпис           | 1/1       | Одмах након полетања пилот је вероватно изгубио контролу над закрилцима и крилцима. Пилот је испустио терет (авион је требало да обави прскање усева) и поново успоставио контролу над авионом. Неких 8 км касније авион се приликом покушаја да слети срушио у пољу у совјетском насељу "Полибино" и изгорео. | [ 138 ]                            |
| 19. мај 1968.       | Тенгинскаја                      | Aн-2Р     | CCCP-45228          | Северни Кавказ                   | Отпис           | 2/2       | Током прскања усева, летелица је изгубила висину током окретања. Летелица се срушила и изгорела. | [ 139 ]                            |
| 28. мај 1968.       | Слободовка                       | Aн-2Р     | CCCP-45209          | Украјинска ССР                   | Отпис           | 2/2       | Срушио се током прскања усева. | [ 140 ]                            |
| 30. мај 1968.       | Семикаракорски округ             | Aн-2M     | CCCP-05989          | Северни Кавказ                   | Отпис           | 1/2       | Пилот је обављао лет прскања усева за државну фарму „Ново-Золотовски“ са локалним водичем у авиону. Ометен од стране путника, пилот је дозволио да авион изгуби висину. Летелица је ударила о земљу и изгорела. | [ 141 ]                            |
| 1. јул 1968.        | Брезовка                         | Aн-2M     | CCCP-02332          | Украјинска ССР                   | Отпис           | 2/3       | Авион се срушио током прскања усева услед квара мотора. |                                    |
| 21. јул 1968.       | Суфи-Курган                      | Aн-2Р     | CCCP-32209          | Киргиска ССР                     | Отпис           | 14/14     | Срушио се на падини планине. Пилоти су били дезоријентисани услед лошег времена и одступили су западно од руте лета за 10 километара. | [ 142 ]                            |
| 3. август 1968.     | Псебај                           | Aн-2СКх   | CCCP-01118          | Северни Кавказ                   | Отпис           | 14/14     | На путу за Псебај, авион је наишао на лоше време са кишом и слабом видљивошћу. Посада је одлучила да се врати, али је авион ударио у шумовиту планинску страну на висини од 1.050 метара. Авион је превозио путнике на линији Краснодар–Псебај. | [ 143 ]                            |
| 8. август 1968.     | Мирни                            | Aн-10     | CCCP-11172          | Источни Сибир                    | Отпис           | 0         | Авион ударио у возило након што је склизнуо са писте аеродрома Мирни након квара главног доњег носача. | [ 144 ]                            |
| 22. септембар 1968. | Сејмчан                          | Aн-2TП    | CCCP-91763          | Јакутија                         | Отпис           | 5/8       | Током лета у знак подршке геолошкој експедицији, авион је наишао на лоше време над планинама са ниским облацима. Авион је скренуо са путање 25 километара и почео се спуштати у облаке над планинама, све док није ударио у планину Хапчагај, неких 61 километара северозападно од Сејмчана. | [ 145 ]                            |
| 6. октобар 1968.    | Мари                             | Aн-24Б    | CCCP-46552          | Туркменска ССР                   | Отпис           | Непознато | Присилно слетање због квара мотора током лета на висини од 4.200 метара. | [ 146 ]                            |
| 20. октобар 1968.   | Краснојарск                      | Ил-18Д    | CCCP-75436          | Западни Сибир                    | Отпис           | 0         | Срушио се приликом принудног слетања због лошег времена. | [ 147 ]                            |
| 2. новембар 1968.   | Ленск                            | Aн-12Б    | CCCP-11349          | Источни Сибир                    | Отпис           | 6/6       | Контролисан лет у терен на прилазу аеродрому Ленск, 15,6 километара од Ленска. | [ 148 ]                            |
| децембар 1968.      | Антарктик                        | Ли-2T     | CCCP-04214          | Поларни                          | Отпис           | 0         | Оштећен при слетању, касније уништен од стране јаких ветрова. | [ 149 ]                            |
| 10. јануар 1969.    | Малка                            | Aн-2T     | CCCP-70940          | Далеки исток                     | Отпис           | 2/13      | Авион ударио у планину. Посада је, уместо преко долина, кренула преко планина, упркос лошем времену. Летелица је ушла у облаке и ударила у падину планине на висини од 1.230 метара, затим клизила 700 метара низ падину, завршавајући у долини реке Зубастаја. | [ 150 ]                            |
| 3. март 1969.       | Рубашовка                        | Aн-2M     | CCCP-06214          | Москва СПиМВЛ                    | Отпис           | 2/2       | Авион се срушио приликом прскања усева услед грешке пилота у пијаном стању. | [ 151 ]                            |
| 24. март 1969.      | Алма-Aтa                         | Aн-24     | CCCP-46751          | Казашка ССР                      | Отпис           | 4/31      | Срушио се убрзо након полетања са аеродрома Алма-Ата. Десни мотор је изгубио снагу узрокујући губитак брзине и висине, због чега је авион ударио у дрвеће и пао у земљу и запалио се. Авион је превозио путнике на линији Алма Ата–Караганди. | [ 152 ]                            |
| 28. март 1969.      | Сагирдашт                        | Aн-6      | CCCP-98316          | Таџичка ССР                      | Отпис           | 11/13     | На путу до Тавилдаре авион је налетео на лоше временске услове по планинским теренима са врховима прекривеним облацима. Авион је одступио 8 км лево од руте лета, ударајући у бок планине Дарваз. Олупина је пронађена 31. марта, а преживели су спашени два дана касније. Авион је превозио путнике на линији Калајкум-Тавилдара-Душанбе. | [ 153 ] [ 154 ]                    |
| 30. март 1969.      | Сергејевка                       | Aн-2Р     | CCCP-29320          | Украјинска ССР                   | Отпис           | 4/4       | Авион је био на позиционом лету од Прилукија до Сергејевке за прскање усева када се срушио у близини аеродрома Сергејевка након што је посада била дезоријентисана услед лошег времена. | [ 155 ]                            |
| 7. април 1969.      | Шчербиновски рејон               | Aн-2Р     | CCCP-13667          | Северни                          | Отпис           | 3/3       | Док је обављао лет за прскање усева за државну фарму "Северни", пилот, који је био пијан, примио је два путника. Приликом покушаја стрмог окрета на малој надморској висини, авион је изгубио контролу и срушио се. | [ 156 ]                            |
| 18. април 1969.     | Отар                             | Aн-2Р     | CCCP-09193          | Казашка ССР                      | Отпис           | 7/7       | Пилот, који је био пијан, повео је шест путника на вожњу током које је изводио акробације. Летелица се срушила у пољу близу Отара. | [ 157 ]                            |
| 28. април 1969.     | Иркутск                          | Ту-104Б   | CCCP-42436          | Источни Сибир                    | Отпис           | Непознато | Слетео је недалеко од писте на аеродрому Иркутск. | [ 158 ]                            |
| 15. мај 1969.       | Новотитаровка                    | Aн-2СКх   | CCCP-32607          | Грузијска ССР                    | Отпис           | 2/2       | Након што је напунио авион пестицидима за прскање усева, копилот је повезао механичара. Пилот је покушао, али није успео да заустави летелицу. Копилот је изводио акробације на малој висини све док авион није ударио у дрво високо 7 метара. Авион је затим ударао у више дрвећа и стубова далековода пре него што се коначно зауставио у кућу и запалио се. | [ 159 ]                            |
| 23. јун 1969.       | Порослици                        | Ил-14M    | CCCP-52018          | Украјинска ССР                   | Отпис           | 24/24     | Авион је превозио путнике на линији Москва–Чернигов. Капетан је једнострано одлучио да повећа висину, сударајући се у ваздуху са авионом совјетског ратног ваздухопловства Ан-12 на висини од 3000 метара. У судару су погинули свих 120 путника оба авиона. | [ 160 ]                            |
| 25. јун 1969.       | Мирни                            | Aн-12TБ   | CCCP-11380          | Источни Сибир                    | Отпис           | 0         | Лоше слетање услед техничких проблема. | [ 161 ]                            |
| 26. јун 1969.       | Магадан                          | Ил-14M    | CCCP-91527          | Магадан                          | Отпис           | 3/5       | Пожар је избио убрзо након полетања са аеродрома Магадан. Приликом покушаја хитног слетања, авион је ударио у дрвеће и срушио се. Превозио је терет на линији Магадан–Сејмчан. | [ 162 ]                            |
| 28. јун 1969.       | У близини Таласа                 | Ил-14     | CCCP-91495          | Киргиска ССР                     | Отпис           | 40/40     | Посада је након полетања направила погрешно скретање удесно уместо скретања улево. Авион је затим летео изнад планинског терена, ударивши у планину на висини од 3.150 метара. Авион је превозио путнике на линии Талас-Фрунзе (данашњи Бишкек). | [ 163 ] [ 164 ]                    |
| 5. јул 1969.        | Удокански плато                  | Aн-2Р     | CCCP-09168          | Далеки исток                     | Отпис           | 4/4       | Авион је ударио у планину. Између Уст-Њукже и Чаре авион је наишао на лоше време са ниским облацима и кишом. Док је летео долином реке Хани, летелица је ударила у бок планине на висини од 1800 метара у области Удокан. Олупина је пронађена 16. јула 1969. године. Авион је превозио терет на линији Тинда–Уст Њукжа–Чара. |                                    |
| 3. август 1969.     | Преображенка                     | Aн-24Б    | CCCP-46248          | Украјинска ССР                   | Отпис           | 55/55     | Авион је превозио путнике на линији Дњепропетровск–Виница када се пропелер одвојио од мотора и пробио труп авиона прекинувши команде. Авион се срушио у близини Преображенке. | [ 165 ]                            |
| 12. август 1969.    | Новосибирск                      | Aн-12Б    | CCCP-11018          | Поларни                          | Отпис           | 4/6       | Авион је превозио терет на линији Тикси–Новосибирск–Москва. Мотори авиона су изгубили снагу у близини аеродрома Новосибирск због чега се авион срушио у шуму 13 километара од аеродрома. | [ 166 ]                            |
| 19. август 1969.    | Мостки                           | Aн-2Р     | CCCP-96176          | Белоруска ССР                    | Отпис           | 5/5       | Срушио се приликом прскања усева услед акробација пијане посаде. | [ 167 ]                            |
| 26. август 1969.    | Москва                           | Ил-18Б    | CCCP-75708          | Москва                           | Отпис           | 16/102    | Летећи из Нориљска, посада је приликом слетања заборавила да спусти точкове. Тело авиона је слетело на аеродром Внуково услед чега се запалило. Авион је превозио путнике на линији Сочи-Нориљск-Москва. | [ 168 ] [ 169 ]                    |
| 26. август 1969.    | Москва                           | Aн-2T     | CCCP-41971          | Краснојарск                      | Отпис           | 14/14     | Авион је наишао на лоше време, са ниским облацима над планинским тереном. Летећи кроз облаке, авион је ударио у шумовиту планинску падину на висини од 1.940 метара, пронађен је дан касније. Превозио је путнике на линији Кизил–Хову Акси. | [ 170 ] [ 171 ]                    |
| 1. септембар 1969.  | У близини Аеродрома Залив Креста | Ил-14П    | CCCP-61731          | Магадан                          | Отписан         | 22/27     | Авион је полетео у Анадир, али се вратио због лошег времена у Јегвекиноту. Три сата касније авион је поново полетео. Услед лошег маневра посаде након полетања, авион је ударио у планину на висини од 235 метара. Превозио је путнике на линији Анадир-Јегвекинот. | [ 172 ]                            |
| 8. септембар 1969.  | Амдерма                          | Aн-12Б    | CCCP-11377          | Поларни                          | Отписан         | 5/8       | Авион је примао путнике на аеродрому Амдерма када га је ударио авион совјетског ратног ваздухопловства Тупољев Ту-128 након проблема са слетањем. Оба авиона је захватио пламен. Седам особа је изгубило живот, од којих су две биле из војног авиона. | [ 173 ]                            |
| 10. септембар 1969. | Јакутск                          | Ил-18В    | CCCP-75791          | Краснојарск                      | Отписан         | 0         | Сударио се са возилом након слетања на аеродром Јакутск. Авион је превозио путнике на линији Краснојарск-Јакутск. | [ 174 ]                            |
| 26. септембар 1969. | Залив Тикси                      | Aн-2      | CCCP-44984          | Поларни                          | Отписан         | 5/6       | Срушио се у заливу Тикси услед квара мотора (узрокованог грешком у производњи). | [ 175 ]                            |
| 12. октобар 1969.   | Мирни                            | Aн-10     | CCCP-11169          | Источни Сибир                    | Отписан         | 0         | Лоше слетање на залеђеној писти на аеродрому Мирни. | [ 176 ]                            |
| 13. октобар 1969.   | Нижњевартовск                    | Aн-24Б    | CCCP-47772          | Тјумењ                           | Отпис           | 24/56     | Срушио се на километар од писте, на прилазу аеродрому Нижњевартовск, након што су се пропелери отказали због случајног активирања система за одлеђивање. Авион је превозио путнике на линији Сургут-Нижњевартовск. | [ 177 ]                            |
| 1. новембар 1969.   | Казалинск                        | Aн-2T     | CCCP-43847          | Казашка ССР                      | Отпис           | 4/26      | Срушио се приликом полетања. Пилоти су примили 12 путника који су им додатно платили. Авион је био преоптерећен у задњем делу због чега је изгубио равнотежу приликом полетања. | [ 178 ]                            |
| 13. новембар 1969.  | Амдерма                          | Aн-12TБ   | CCCP-11376          | Поларни                          | Отпис           | 9/9       | Срушио се приликом прилаза аеродрому Амдерма, око 15 километара од аеродрома, услед залеђивања. | [ 179 ]                            |
| 25. новембар 1969.  | Мукачево                         | Aн-2      | CCCP-44995          | Украјинска ССР                   | Отпис           | 5/5       | На путу за Иршаву авион је налетео на лоше временске услове, са ниским облацима над планинама. Посада је одступила лево од руте лета, након чега је летелица ушла у облаке и ударила у бочну страну планине на висини од 420 метара. Авион је превозио путнике на линији Ужгород–Иршава–Буштина. | [ 180 ] [ 181 ]                    |
| 6. децембар 1969.   | Хатанга                          | Aн-12ПЛ   | CCCP-11381          | Поларни                          | Отпис           | 8/8       | Авион је превозио терет на линији Сиктивкар–Хатанга када се срушио 13 километара од аеродрома Хатанга услед залеђивања. | [ 182 ]                            |
| 10. децембар 1969.  | У близини Махачкале              | AВИА 14П  | CCCP-52010          | Грузијска ССР                    | Отпис           | 17/17     | Два минута након полетања, авион је требало да лети на висини од 2100 метара када је пилот пријавио облаке над морем, што није било предвиђено прогнозом. Авион се неочекивано спустио и срушио у море 3,5 километара од обале. Олупина је пронађена следећег дана удубини од 10 метара воде. Приликом спуштања на висину од 400 метара авион је ударио у јато птица услед чега је пукло ветробранско стакло и онеспособило пилоте. Авион је превозио путнике на линији Тбилиси–Махачкала–Астрахан. | [ 183 ]                            |
| 11. децембар 1969.  | Непознато                        | Ил-18Б    | CCCP-75669          | Москва                           | Отпис           | 0         | Авион оштећен након лета у великим турбуленцијама. | [ 184 ]                            |
| 11. децембар 1969.  | Непознато                        | Ил-18Б    | CCCP-75699          | Урал                             | Отпис           | 0         | На путу за Ташкент из Свердловска (данашњи Јекатеринбург) посада је погрешно управљала аутопилотом. Авион се нагло спустио са 8.800 метара на 6.600 метара пре него што је посада опет стекла контролу. Успели су да изврше сигурно слетање, али је авион претрпео структурна оштећења и отписан је. Труп авиона је коришћен за репарацију Ил-18В CCCP-74297 који је био оштећен у пожару. | [ 185 ]                            |

## Галерија
- Иљушин Ил-14 на аеродрому Мјачково. (1994)
- Иљушин Ил-18В.
- Тупољев Ту-114 на аеродрому Монино. (1999)
- Антонов Ан-12Б на аеродрому Ле Бурже, Париз, Француска. (1976)
- Иљушин Ил-18Д на аеродрому Стокхолм-Арланда, Шведска. (1971)